# Istituto tecnico nautico
L'Istituto d'istruzione secondario superiore nautico è una tipologia di istituto tecnico, ad oggi confluita all'interno dell'articolazione Trasporti e Logistica nell'ordinamento italiano degli istituti tecnici tecnologici.
Generalmente composto dall'indirizzo di studio “Conduzione del mezzo navale” (ex Capitani) abbreviato con CMN, e “Conduzione di apparati e impianti marittimi” (ex Macchinisti), abbreviato con CAIM.

## Storia
Dalle esperienze delle "Regie Scuole Nautiche" e dei Regi Collegi Nautici, con la nascita del Regno d'Italia, si sentì l'esigenza di un istituto che abilitasse alla professione di capitani di lungo corso, costruttori e macchinisti. Nel 1864 con un regio decreto si stabiliva che dovevano essere “conservate e dichiarate Scuole Nautiche in Italia le attuali scuole nautiche di Chiavari, Portoferraio, Recco, Riposto, San Remo, Spezia, Trapani, Viareggio”.
Nel 1865 sorse il "Regio Istituto Tecnico e Nautico", con la sezione che poteva rilasciare diplomi di I classe. Si dovette attendere la riforma Gentile del 1923 perché fosse creato l'Istituto Tecnico Nautico autonomo.
Con la Repubblica italiana all'istituto ci si specializzava nelle scienze marittime e navali, ed era suddiviso in un biennio propedeutico più un triennio di specializzazione. Il diploma di perito nautico era diviso in Perito per il trasporto marittimo, Perito per gli apparati e gli impianti marittimi o Perito per le costruzioni navali.
Con la riforma Gelmini della Scuola secondaria di secondo grado in Italia è diventato uno degli 11 indirizzi dell'Istituto tecnico.
Possono accedere al grado di allievo ufficiale di coperta tutti i diplomati nautici in possesso del diploma di "aspirante al comando di navi mercantili", e quelli in possesso del Diploma di "Perito per il trasporto marittimo".

## Elenco
In Italia, gli istituti d'istruzione secondaria superiore nautici sono 42.
- Liguria (4):

- Genova e Camogli: I.T.T.L. "Nautico San Giorgio"
- La Spezia: IISS N. Sauro
- Imperia: IISS A.Doria
- Savona: IISS Pancaldo
- Friuli-Venezia Giulia (1):

- Trieste: IISS Tomaso di Savoia duca di Genova
- Toscana (4):

- Livorno: IISS A. Cappellini
- Viareggio: IISS Artiglio
- Porto Santo Stefano: IISS G. Da Verrazzano
- Marina di Carrara: ITTL Michele Fiorillo
- Lazio (3)

- Civitavecchia: IISS L. Calamatta
- Roma: IISS M. Colonna
- Gaeta: IISS G. Caboto
- Campania (7):

- Napoli: IISS Duca degli Abruzzi, è la più antica scuola navale d'Europa, istituita nel 1648
- Isola di Procida: IISS F. Caracciolo
- Ischia: IISS C. Mennella
- Salerno: IISS M. De Vivo e IISS Giovanni XXIII
- Sorrento: IISS N. Bixio
- Torre del Greco: IISS Colombo
- Sapri : IISS Leonardo da Vinci
- Mondragone: ISISS N. Stefanelli
- Calabria (3):

- Catanzaro : IISS Petrucci
- Crotone: IISS M. Ciliberto
- Pizzo: Istituto Tecnico Trasporti e Logistica "Nautico Pizzo 1874"
- Abruzzo (1):

- Ortona: IISS L. Acciaiuoli
- Molise (1):

- Termoli: IISS Ugo Tiberio
- Puglia (5):

- Bari: IISS Euclide
- Brindisi: IISS Carnaro
- Gallipoli: IISS Vespucci
- Manfredonia: IS Generale F. Rotundi
- Molfetta: IISS Amerigo Vespucci
- Rodi Garganico: IISS M. Del Giudice
- Marche (2):

- Ancona: IISS Volterra
- Pesaro-Urbino: IISS Archimede (Polo Tecnico); Fano
- Sardegna (5):

- Cagliari: IISS Buccari
- Porto Torres: IISS M. Paglietti
- Olbia: ITCG "Attilio Deffenu"
- Carloforte: IISS C. Colombo
- La Maddalena: IISS D. Millelire
- Siniscola: IISS M.Pira
- Sicilia (9):

- Palermo: I.I.S.S. Gioeni Trabia
- Sant’Agata di Militello: I.T.I.S. E. Torricelli
- Milazzo: I.T.E.T. Leonardo da Vinci
- Catania: I.S.I.S. Duca degli Abruzzi
- Messina: ITTL "Caio Duilio"
- Trapani: IISS Marino Torre
- Riposto: IISS Luigi Rizzo
- Sciacca: IISS Don Michele Arena
- Porto Empedocle: IISS Nicolò Gallo
- Gela: I.I.S.S. "Ettore Majorana" - Gela
- Veneto (1)

- Venezia: IISS S. Venier